# Ламберт, Адам
А́дам Ми́тчел Ла́мберт (англ. Adam Mitchel Lambert; род. 29 января 1982) — американский певец, автор песен и актёр.
В мае 2009 стал финалистом восьмого сезона реалити-шоу American Idol.
Ламберт выпустил свой дебютный альбом For Your Entertainment в ноябре 2009 через компанию RCA Records/19 Recordings. Альбом дебютировал 3 строкой в Billboard 200 в декабре 2009, продав 198 000 копий в США на первой неделе. Продано около 2 500 000 копий альбома по всему миру.

## Детство
Родился в Индианаполисе, Индиана. Сын Лейлы, дизайнера интерьеров, и Эбера Ламберта, руководителя проекта для Novatel Wireless. У него также есть младший брат Нил. У отца Ламберта норвежские корни, мать — еврейка. Адам воспитывался по религии своей матери. При этом 4 апреля 2010 Ламберт заявил: «Я не праздновал Песах уже больше десяти лет. Я еврей по крови, не на практике. Я не религиозен. Скорее духовен.»
Сразу после рождения Адама, его семья переехала в Ранчо Пенаскитос, Сан-Диего, Калифорния, на северо-востоке Сан-Диего, где он и вырос. Он посещал начальную школу Deer Canyon и основную общеобразовательную школу Mesa Verde, где он был победителем в соревновании (с песней Майкла Джексона «Thriller») и школу старших классов Mount Carmel (MCHS), где он был задействован в театре, хоре и часто выступал со школьным джазовым ансамблем «MC Jazz». Некоторые из его незабываемых выступлений в MCHS включают Фредерика из The Pirates of Penzance и «It’s Only a Paper Moon» с MC Jazz.
После окончания школы в июне 2000 года 18-летний Ламберт поступил в Калифорнийский государственный университет в Фуллертоне — и бросил его, проучившись там всего около пяти недель. «Я просто решил, что то, чем я действительно хотел заниматься — это пытаться работать в настоящем мире развлечений. Жизнь — о том, чтобы рисковать и получать то, что ты хочешь.» Поэтому Ламберт переезжает в Лос-Анджелес, где устраивается на работу артистом шоу на круизном лайнере. Он работает там чуть меньше года, как раз в этот период разводятся его родители.

## Начало карьеры
Ламберт был театральным актёром с 10 лет. Его отобрали на роль Лайнуса в постановку You're a Good Man, Charlie Brown Театрального Лицея в Сан-Диего. Примерно в 12 лет его отобрали на постановку Скрипач на крыше, и он продолжил актёрскую карьеру в подростковом возрасте, сыграв в Хелло, Долли!, Шахматы, Камелот, Продавец музыки, Бриолин и Питере Пене.
В 19 Ламберт уехал из США в тур с Anita Mann Productions на 10 месяцев, а потом вернулся в США, чтобы выступить в оперетте в Орандж-Каунти. Потом он был отобран на европейскую постановку мюзикла Волосы и американские театральные постановки Бригадун и 110 in the Shade, до того, как его отобрали на роль Иисуса Навина Десять заповедей: Мюзикл в Kodak Theatre вместе с Вэлом Килмером. Адам был одним из нескольких актёров в пьесе, который собрал позитивные отзывы. С декабря 2006 по май 2007 Ламберт недолго работал по совместительству фронтменом андеграундной рок-банды The Citizen Vein со Стивом Сайделником, Томми Виктором и Монте Питтманом. В это время Ламберт также встретил продюсера Малколма Велсфорда, который помог развернуть его певческую карьеру с 2005 года. Затем он работал дублером для роли Фиеро в бродвейском Национальном Туре, а позже — в лос-анджелесской стационарной постановке мюзикла Злая. С 2004 он регулярно выступал в Upright Cabaret и Zodiac Show, сосоздателем которых была Кармит Бакар из Pussycat Dolls.
На концерте в 2005 году Ламберт исполнил песню «Shir LaShalom» на иврите на еврейском празднике, посвящённом памяти израильского премьер-министра Ицхака Рабина, погибшего от руки экстремиста. Адам посетил Храм Искусства в Сан-Диего и выступил на службе Kol Nidre на еврейском празднике Йом-Кипур. Ламберт также спел на еврейский манер Десять заповедей: Мюзикл в роли Джошуа, исполнив песню «Is Anybody Listening?»

## American Idol

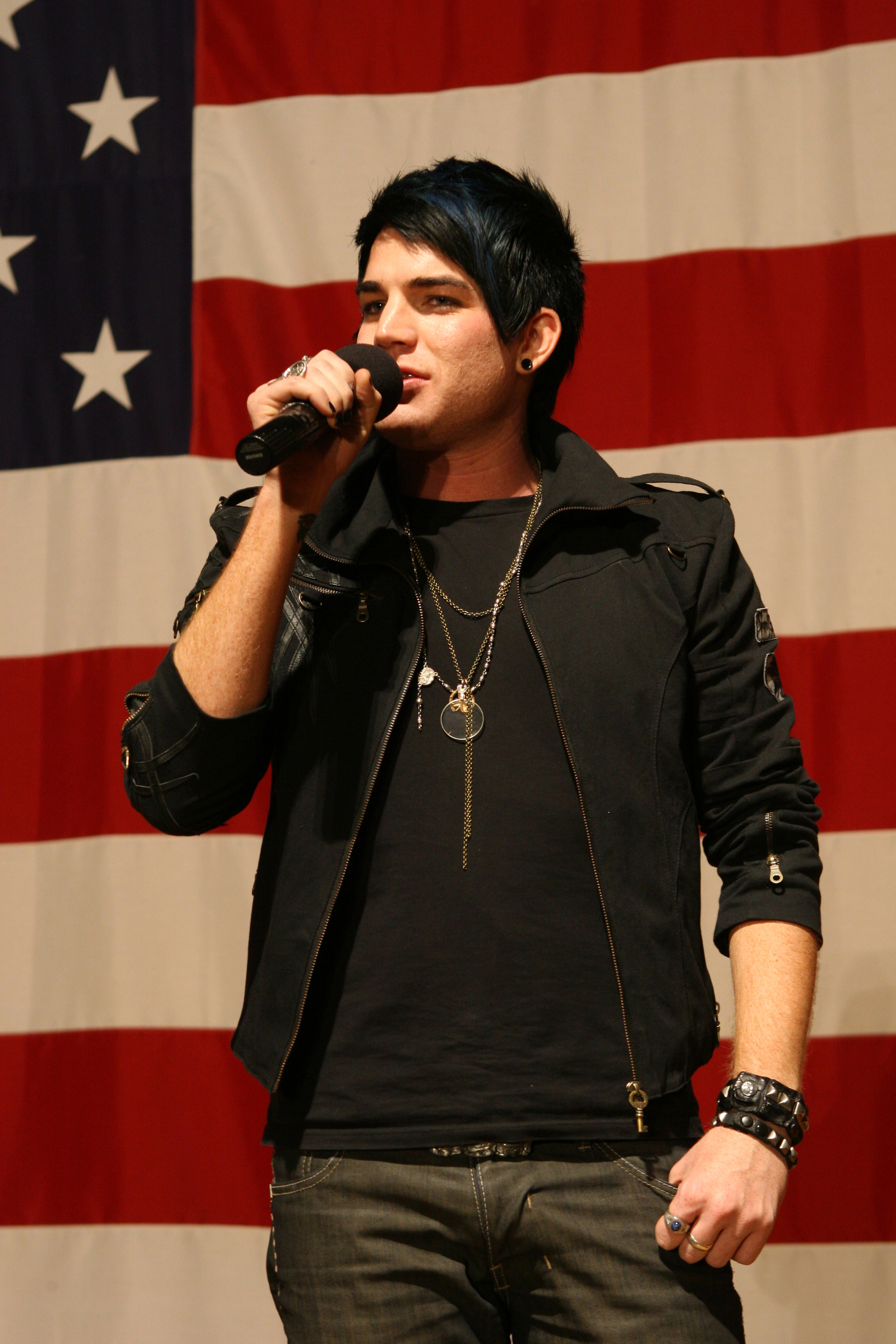
Адам Ламберт в 2009 году

Ламберт прослушивался для восьмого сезона в American Idol в Сан-Франциско. В интервью Rolling Stone он сказал, что решение пойти на прослушивание для шоу пришло ему после недели на Burning Man, где он попробовал «определенные грибы» И продолжил: «У меня был психоделический опыт, когда я взглянул на облака и пошел. О! Я понял, что в нас самих есть сила, и что бы я ни хотел сделать, это должно произойти» Во время его первого прослушивания он спел «Rock with You» и «Bohemian Rhapsody». Ламберт сказал, что на него повлияли такие артисты как Мадонна, Queen, Дэвид Боуи, Майкл Джексон, Aerosmith и Led Zeppelin. В полуфинале Ламберт попал в топ-13, присоединившись к своим друзьям во Второй Группе, Эллисон Ираэта и Крису Аллену. Ламберт и Аллен стали соседями по комнате в особняке Идола.
Во время недели Майкла Джексона он спел «Black or White», получив похвалу от всех четырёх судей, а Пола Абдул сказала, что он дойдет до конца. На следующей неделе Ламберт спел версию «Ring of Fire». В то время как Рэнди Джексону, Каре ДиоГарди и Абдул понравилось его выступление, Саймон Коуэлл назвал его «толерантной ерундой». В ночь Motown Ламберт спел акустическую версию «The Tracks of My Tears» группы The Miracles. Она понравилась всем судьям, а Смоки Робинсон, руководитель недели и оригинальный автор-песенник, аплодировал Ламберту стоя. Для его выступления в топ-8 Ламберт спел в аранжировке 2001 года песню Mad World. Из-за того, что шоу расширило время прогона, только Коуэлл дал рецензию, просто стоя выразив её в овациях. Во время подведения итогов следующей ночью другие судьи согласились, что овации стоя были лучшей рецензией на выступление Ламберта. Для его второго выступления, в топ-7, Ламберт спел «If I Can't Have You», отчего ДиоГарди описала как его «самое запоминающееся выступление». Абдул расплакалась, и ведущий Райан Сикрест пошутил, что Ламберт превратил её в «бассейн Абдул». В топ-4 Ламберт спел первым, исполнив «Whole Lotta Love» (рус. По уши в любви). Коуэлл прокомментировал: «это одно из моих самых любимых выступлений… никто не может его превзойти», в то время, как Абдул каламбурила над названием песни, назвав выступление Ламберта «по уши идеальным».
Вскоре на поверхность всплыли фотографии Ламберта, целующего другого мужчину. Их сразу же показали и обсудили комментаторы на The O'Reilly Factor, и те согласились, что фото, вероятно, не окажут влияния на соревнование. Ламберт подтвердил, что на фотографиях изображен он, заявляя, что он ничего не скрывал и всегда был открыт в этой части его жизни. Основные догадки СМИ сосредоточилось на сексуальности Ламберта: доказав, что он гей, он был бы первым геем в American Idol. Когда Rolling Stone спросили, не шумиха ли вокруг его сексуальной ориентации повлияла на финальное голосование, Ламберт засмеялся и сказал «возможно». Он подтвердил, что является геем в интервью к статье с иллюстрацией на обложке журнала Rolling Stone вскоре после того, как American Idol завершился.
Для трех финалистов шоу, каждому из которых была организована поездка домой и выступление, на котором Ламберт исполнил обе песни «Black or White» Майкла Джексона и «Mad World» в его родной школе Mount Carmel High School. Впоследствии мэр Сан-Диего Джерри Сандерс объявил 8 мая 2009 года «Днем Адама Ламберта».
20 мая 2009 Ламберт был провозглашен участником, занявшим второе место в восьмом сезоне American Idol. Ламберт исполнил попурри «Beth», «Detroit Rock City» и «Rock and Roll All Nite» с рок-группой Kiss во время последнего эпизода. Его версия победителя «No Boundaries» была позже выпущена на iTunes вместе с версией победителя American Idol Крисом Алленом. До того, как результаты были объявлены, Аллен и Ламберт присоединились вместе к первоначальным гитаристу Брайан Мэю и барабанщику Роджеру Тейлору из группы Queen, чтобы исполнить гимн «We Are the Champions».
После победы Аллен сказал: «Адам заслужил это». Объясняя эту ремарку, Аллен сказал, что он думал, что Ламберт настолько же достоин выиграть, насколько и он, и что Ламберт «был самым стойким человеком за все времена. Серьёзно, он один из самых одаренных исполнителей, которых я когда-либо встречал».
| Неделя #           | Неделя                                                | Выбранная песня                                      | Начальный артист                                | Порядок # | Результат          |
| ------------------ | ----------------------------------------------------- | ---------------------------------------------------- | ----------------------------------------------- | --------- | ------------------ |
| Прослушивание      | Выбор Прослушивателя                                  | «Rock with You» «Bohemian Rhapsody»                  | Майкл Джексон Queen                             | Н/Д       | Прошёл             |
| Голливуд           | Первое Соло                                           | « What's Up»                                         | 4 Non Blondes                                   | Н/Д       | Прошёл             |
| Голливуд           | Группа Исполнителей                                   | «Some Kind of Wonderful»                             | Soul Brothers Six                               | Н/Д       | Прошёл             |
| Голливуд           | Второе Соло                                           | «Believe»                                            | Cher                                            | Н/Д       | Прошёл             |
| Топ 36/Полуфинал 2 | Billboard Hot 100 Hits to Date                        | «(I Can't Get No) Satisfaction»                      | The Rolling Stones                              | 12        | Прошёл             |
| Топ 13             | Michael Jackson                                       | «Black or White»                                     | Michael Jackson                                 | 11        | Спасся             |
| Топ 11             | Grand Ole Opry                                        | « Ring of Fire»                                      | Anita Carter                                    | 5         | Спасся             |
| Топ 10             | Motown                                                | «The Tracks of My Tears»                             | The Miracles                                    | 8         | Прошёл             |
| Топ 9              | Top Downloads                                         | «Play That Funky Music»                              | Wild Cherry                                     | 8         | Спасся             |
| Топ 8              | Year They Were Born (1982)                            | «Mad World»                                          | Tears for Fears                                 | 8         | Спасся             |
| Топ 7              | Songs from the Cinema                                 | «Born to Be Wild» — Беспечный ездок                  | Steppenwolf                                     | 3         | Спасся             |
| Топ 7A             | Диско                                                 | «If I Can't Have You»                                | Ивонн Эллиман                                   | 5         | Спасся             |
| Топ 5              | Rat Pack Standards                                    | «Feeling Good»                                       | Сэмми Дэвис-мл.                                 | 5         | Предпоследний      |
| Топ 4              | Рок-н-ролл Соло Дуэт                                  | «Whole Lotta Love» «Slow Ride» с Эллисон Ираэтой     | Led Zeppelin Foghat                             | 1 6       | СпассяB            |
| Топ 3              | Выбор Жюри(Саймон Коуэлл) Выбор Участника             | «One» «Cryin'»                                       | U2 Aerosmith                                    | 3 6       | Спасся             |
| Топ 2              | Выбор Участника Выбор Саймона Фуллера Последняя песня | «Mad World» «A Change Is Gonna Come» «No Boundaries» | Tears for Fears Сэм Кук Крис Аллен/Адам Ламберт | 1 3 5     | Занял второе место |

- ↑  Благодаря жюри, которые воспользовались одним иммунитетом, спасся Мэтт Жиро, 7 участников остались невредимыми на ещё одну дополнительную неделю.
- ↑  Было объявлено, что только Эллисон Ираэта получила самые низкое количество голосов на этой неделе. Другие участник(и), оказывающиеся на последнем и пред-предпоследнем местах не были объявлены, а спасшиеся конкурсанты были объявлены в случайном порядке.

## После «Идола»

### 2009-11:For Your Entertainmentи тур

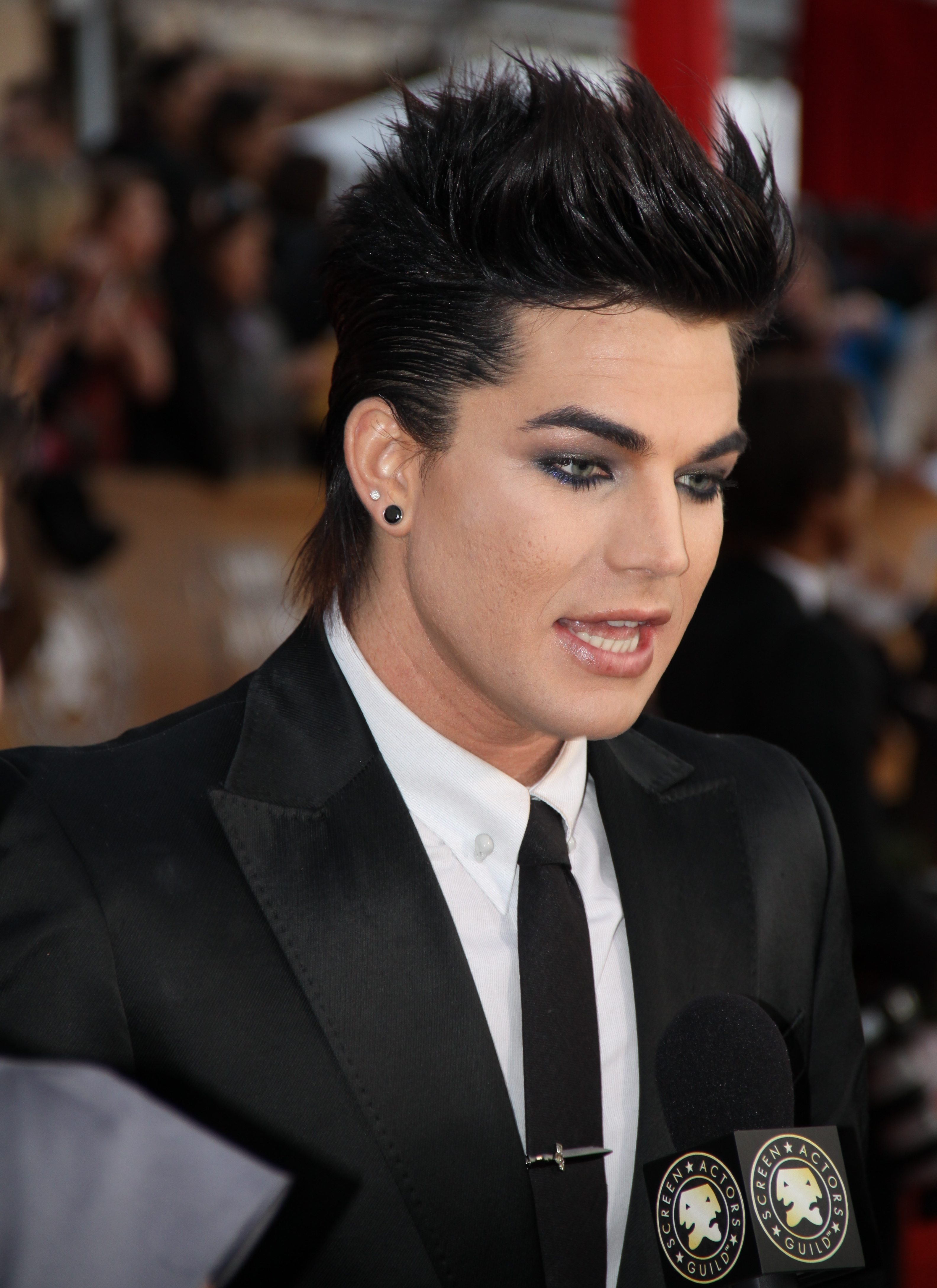
Ламберт на вручении премии Гильдии киноактёров 2010 года

В мае 2009 журнал Billboard подтвердил, что его сольный альбом должен выйти в ноябре 2009. Ламберт заявил, что ему понравилось работать со Слэшем: «Когда я работал со Слэшем, я почувствовал себя в своей тарелке». Он также заявил, что его сольный альбом будет электронным, с различными типами звучания. Рок-группа Queen, с которой Ламберт выступал на последнем сезоне в какой-то момент сказала, что они собираются попросить Ламберта стать их новым фронтменом. Однако, с успешным выпуском дебютного сольного альбома Ламберта For Your Entertainment, маловероятно, что он бы согласился на предложение. Ламберт был гостем на Larry King Live (приглашенной звездой Райана Сикреста) вместе с Крисом Алленом, судьей Полой Абдул и оставшимися десятью финалистами. В этом появлении он заявил, что планировал создать мульти-жанровый альбом, назвав его «рок-поп- электронной-танцевальной штукой». Ламберт придерживался этих направлений; альбом, который он впоследствии выпустил, полностью подтвердился для его описания альбома, который он планировал сделать.
Адам Ламберт работал с продюсерами Грегом Уэллсом, Райаном Теддером, Максом Мартином, Сэмом Спарро и RedOne, Dr. Luke, Линдой Перри, среди прочих в преддверии выхода его дебютного альбома For Your Entertainment. Эйми Майо заявила на Twitter, что она написала наконец две песни для Ламберта,, одна из которых написана в соавторстве с Райаном Теддером и Крисом Линдси, другая с Ferras, последняя из которых не была включена в сборник. Lady Gaga также, как сообщают, написала песню «Fever», за записью которую они провели какое-то время. 28 октября 2009 Ламберт объявил через Twitter, что его главный сингл с дебютного альбома будет «For Your Entertainment», песня была спродюсирована Dr. Luke.
Ламберта завербовали, чтобы записать саундтрек «Time for Miracles» для фильма-катастрофы 2012, который был выпущен 20 октября 2009 года как проектный сингл. Песню хвалил перед её релизом гитарист группы Queen Брайан Мэй, который описал себя так: «просто улет», когда прослушивал трек. Трек также появился на For Your Entertainment.
19 июня 2009, Hi Fi Recordings и Wilshire Records, признались, что они выпустят On With the Show, сборник песен Ламберта, записанные до American Idol во время работы сессионного музыканта. Первый альбом с сингла «Want (December Remix)». Ламберт позже сделал открытое обращение через 19 Entertainment заявляя: «Тогда в 2005, когда я был бедствующим музыкантом, меня наняли студийным певцом, чтобы „позаимствовать“ мой вокал для треков, написанных кем-то ещё. Я был на мели, и это был шанс заработать хоть немного денег, поэтому я ухватился за удобную возможность записаться в первый раз в профессиональной студии. Работа, которую я проделал тогда, никоим образом не отражает ту музыку, над которой я работаю сейчас в студии.» 17 ноября альбом Адама был выпущен с новым названием: «Take One». Альбом доступен на iTunes.
С «Идола» Ламберт выиграл две награды: Молодой Голливуд в категории Артист Года и Выбор подростков в категории Звезда реалити-шоу. Ламберт участвовал в American Idols LIVE! Tour 2009 с группой из 10 конкурсантов; тур посетил 50 городов в США и Канаде с 5 июля по 15 сентября 2009.
В ноябре Ламберт исполнил «For Your Entertainment» на American Music Award 2009. Во время исполнения Ламберт поцеловался с гитаристом, который в ту ночь играл на клавишах (Томми Джо Рэтлифф), вертя голову танцора вокруг своего таза, и захватив промежность другого. Ламберт сказал журналу Rolling Stone: «Исполнительницы делали это годами — раскрывали сексуальность — а тут раз, и это сделал мужчина, и все обалдели. Мы в 2009 году — это время рисковать, быть смелее, время открыть людям глаза, а если это заденет их, тогда, может быть, я не для них. Моей задачей не было бесить людей, это была реклама свободы выражения и артистическая свобода». В ответ на его выступление, Родительский комитет по вопросам телевидения, компания традиционных приличий, убедила зрителей пожаловаться в FCC. Выступление в конце шоу транслировалось «вне обычного периода времени 6-10 утра FCC, запретив телепередачу из-за непристойного содержания». ABC получил около 1,500 телефонных жалоб и объявил, что он не выступит на Good Morning America 25 ноября, как планировалось. CBS впоследствии пригласил Ламберта, чтобы выступить вместо в The Early Show, в тот же день, но только в Нью-Йорке.
27 февраля, 2010 Адам Ламберт выступил на своем официальном первом концерте, проведенном в Fantasy Springs Resort Casino в Индио, Калифорния. Он появился на American Idol в качестве приглашенного наставника в эпизоде, посвящённом Элвису Пресли и вышедшем 13 апреля 2010 года.
В начале июня 2010 года Ламберт стартовал свой дебютный концертный тур Glam Nation, выступая на всей территории Соединенных Штатов с Эллисон Ираэта и Орианти Панагарис перед продвижением по Европе и Азии. Его концерт в Малайзии 10 октября 2010 года, прошёл, как и планировалось, несмотря на протесты со стороны исламистской политической партии. Ламберт выполнил в общей сложности 113 шоу, почти все они были распроданы. Полная версия концерта в Индианаполисе была снята для Glam Nation Live. Сам пакет состоит из CD и DVD с 13-ю треками, а также закадровой съёмкой. Концерт, который MTV назвал «не от мира сего», и его последующее видео были приняты хорошо. В Entertainment Weekly говорилось, что концерт «шипит» энергией, которую воспроизводит живой вокал Ламберта. Glam Nation Live дебютировал под номером один в чарте видеомузыки SoundScan и по продажам занял 12-место в 2011 Billboard. Это произошло после выхода Acoustic Live!, который включает в себя акустические версии песен, записанных вживую в различных странах. Этот ЕР получил отличные отзывы, в New York Daily News его назвали «электризующим».
6 ноября 2011 года Ламберт присоединился к Queen в роли солиста на MTV Europe Music Awards, состоявшемся в Белфасте, где группа была удостоена премии Global Icon. В захватывающем выступлении, которое закрывало шоу, Ламберт и Queen представили попурри из классических хитов: «The Show Must Go On», «We Will Rock You» и «We Are The Champions». В декабре, Роджер Тейлор заявил, что они ведут переговоры с Ламбертом насчёт того, чтобы тот вновь стал фронтменом Queen, назвав артиста «действительно великим исполнителем с удивительным голосом».

### 2012—2013:Trespassing

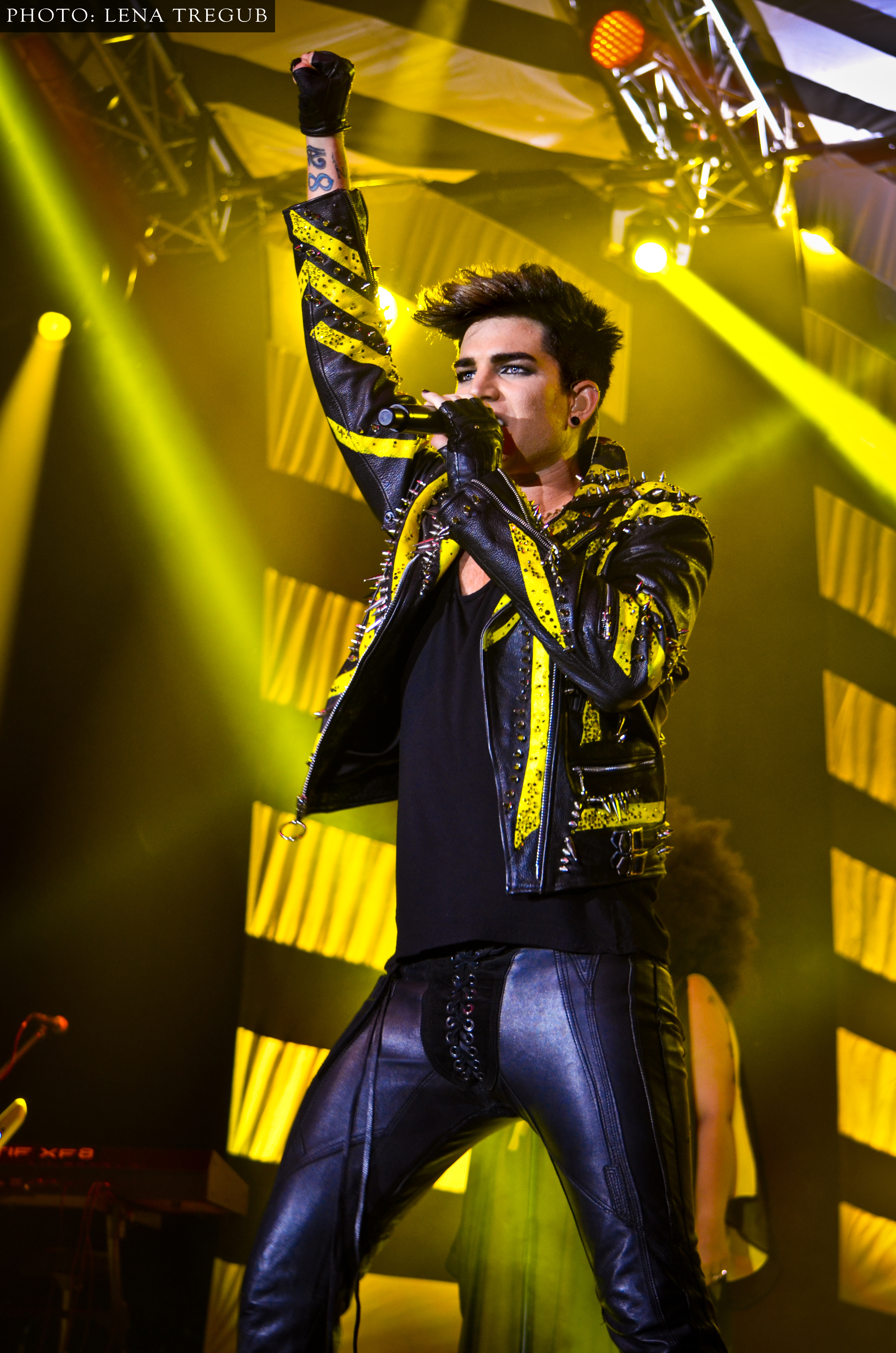
Концерт в Киеве в 2013 году

В августе 2011 года Ламберт заявил, что его долгожданный второй студийный альбом — Trespassing, будет выпущен 20 марта 2012 года; и что он будет в качестве исполнительного продюсера. В конце марта Адам заявил, что выход альбома переносится на 15 мая 2012 года. Заглавный трек был написан в соавторстве с обладателем Грэмми, Фареллом Уильямсом, а сингл «Better Than I Know Myself», который был записан в сотрудничестве с американским композитором и продюсером Dr. Luke и поп-певцом Клодом Келли, был выпущен 20 декабря 2011 года. Его дебютный концерт на The Tonight Show с Джеем Лено получил многочисленные положительные отзывы, акцентировав внимание на безупречном вокале Ламберта и изысканном внешнем виде. Его реприз на The Ellen DeGeneres Show два дня спустя, также принёс благоприятные отзывы. Ответственный за обложку альбома, символизирующую новую эру в карьере Ламберта — друг Адама, а также арт-директор и фотограф для Trespassing, Ли Черри.
Премьера провокационного и «потрясающе арт-направленного» клипа «Better Than I Know Myself» состоялась 3 февраля 2012 года. Режиссёром стал норвежец Ray Kay. В самом видео экран разделён на две части, дабы выразить тему раздвоения личности — как утверждает Ламберт, сама песня и такой ход отражает тёмную и светлую составляющие его личности. Съёмка длилась в общей сложности двадцать часов, а закончилась лишь ранним утром.
В феврале было объявлено, что Ламберт должен выйти на сцену с Queen, чтобы в июле озаглавить фестиваль Sonisphere в Великобритании. Обсуждая сотрудничество, Брайан Мэй отметил, что он ожидал от Ламберта, чтобы тот был «прекрасным интерпретатором» песен Меркьюри, но впоследствии фестиваль был отменён из-за «обстоятельств». Несколько дней спустя, Роджер Тейлор объявил, что Queen и Ламберт будут выступать в Москве, а позже проинформировал о добавлении двух шоу в Лондоне и одного в Киеве, которые также оснащены присутствием Элтона Джона в качестве гвоздя программы. В конце апреля был добавлен пятый концерт во Вроцлаве. Queen объявили о добавлении третьего шоу в Лондоне, в результате мгновенных распродаж первый двух дат. 30-го июня 2012 года Адам Ламберт совместно с Queen дали двухчасовой бесплатный концерт в Киевской фан-зоне ЕВРО-2012. Концерт был посвящён борьбе со СПИДом. Под живым просмотром сотни тысячами поклонников на главной площади Украины, спектакль был расхвален благодаря мощному таланту Ламберта, вокальному совершенству и мастерству, которые уверенно сбалансировали старое и новое. Концерт в Олимпийском, в Москве, состоялся 3 июля.
Второй сингл альбома, «Never Close Our Eyes», написанный Бруно Марсом и спродюсированный Dr. Luke, был выпущен 17 апреля и сразу полюбился многим. 27 апреля он дебютировал на Jimmy Kimmel Live!, а 17 мая Ламберт представил песню на American Idol. Видео для «Never Close Our Eyes» выпущено 29 мая. Режиссёр — Dori Oskowitz. Клип представляет собой серый, футуристический тип ландшафта, который трансформируется через бунт, визуально представленный в ослепительно-неоновых цветах и с праздничными танцами. Последнее означает возвращение (и триумф) индивидуального выражения, продвигая тему альбома «тьма против света», и «отмена против самоутверждения».
В течение весны и лета 2012 года, Ламберт выступал по всей Европе, Северной Америке, Японии и Австралии, появляясь на концертах, фестивалях, по радио и телевидению. Основные моменты промотура включали в себя появление на The Graham Norton Show в Великобритании, а также Summer Sonic Festival 2012 в Токио и Осаке; и акустическое выступление Top 40 Lounge в Сидней, где его кавер-версия «Is This Love» Боба Марли была описана, как «потрясающая» и «невероятная».
30 сентября он появился на финале программы «Голос» в Китае (The Voice of China), которая является самой популярной программой в стране и транслируется сотням миллионов зрителей по телевидению и в Интернете. Как единственный приглашенный западный певец, он исполнил «Whataya Want from Me» дуэтом с участником, а также спел песню «Trespassing». Ламберт стал первым западным артистом, появившемся на шоу, и стал первым American Idol, организовавшем сольный концерт в Китае, куда он вернулся в марте 2013.
Третий сингл Ламберта, «Trespassing», был выпущен в рамках мини-альбома с 8-ю треками-ремиксами, который включал в себя Radio Edit оригинальной песни. Под названием «Trespassing Remixes», он стал доступен для радио 8 октября, и в цифровом виде 16 октября, копии были проданы только с официального веб-сайта Ламберта. «Trespassing» дебютировал под номером один в Billboard Hot Dance Singles Sales чарте.
23 октября Ламберт снялся и исполнил две песни из альбома Trespassing в Хэллоуинском спэшле телесериала «Милые обманщицы», который транслировался по ABC Family. Ночью эпизод заимел самый высокий рейтинг и большой успех.
В ноябре Trespassing был упомянут в ITunes-списке «Лучших поп-альбомов 2012 года», заняв девятое место.
Ламберт впервые появился в Южной Африке в ноябре в качестве гвоздя программы на арене концертов в Кейптауне и Йоханнесбурге. Выступления привлекли внимание СМИ, в особенности его кавер-версия «Are You Gonna Go My Way». Популярная газета Южной Африки The Sunday Times назвала выступление Ламберта в Йоханнесбурге «эпичным» и «электризующим», заявив: «Его голос и развлекательные факторы сносят крышу».
30 ноября Ламберт выступил на 2012 Mnet Asian Music Awards (2012 MAMA), который состоялся в Гонконге и транслировался в 85 странах, а всеобщая аудитория составила более 2,3 млрд. За несколько дней до этого Ламберт появился в Гуанчжоу, выступая на частном мероприятии Mercedes-Benz; а затем, после MAMA, вернулся в Шанхай для серии концертов «Hennessy Artistry», которая была спонсированна Hennessy для смешивания музыкальных жанров и ведущих артистов из разных стран мира.
Ламберт был приглашён для выступления на концерте 2012 VH1 Divas, который транслировался в прямом эфире 16 декабря, посвящённый теме танцевальной музыки, в том числе отдавший дань Донне Саммер и Уитни Хьюстон. Он спел вместе с Кери Хилсон и Келли Роуленд, открыл шоу песней «Let’s Dance» Дэвида Боуи, и исполнил хит Мадонны «Ray of Light». Ламберт удостоился похвалы за его эскизы, моду и выступления.
В конце года альбом Trespassing был вознаграждён в списках и опросах, став лучшим альбомом года по мнению Rolling Stone и Ryan Seacrest.com, где Ламберт также был выбран «Мужским исполнителем года»; заняв третье место в Billboard «Favorite 200 No.1» альбомы, и восьмое в списке журнала People «Top Ten Music». Два сингла альбома появились на VH1 в списке 40 самых популярных видео, под номерами 4 и 36; а союз Queen + Адам Ламберт был назвал лучшим живым выступлением 2012 года сайтом Gigwise.
31 января Ламберт выступил в бальном зале Hammerstein в Нью-Йорке, как часть благотворительности We Are Family Foundation, на которой он также был удостоен премии единства. Он впервые исполнил песню «Shady» с известными музыкантами Сэмом Спарро и Найлом Роджерсом, с которым Ламберт сонаписал и записал трек Trespassing.
Ламберт стартовал со своим вторым туром, названным «We Are Glamily Tour», с семнадцатью остановками по Азии и Европе, начав 17 февраля в Сеуле.
Отзывы о шоу поступали быстро, в особенности фокусировалось внимание на его кавер-версии песни Рианны «Stay», которая была названа «безупречной», «невероятной» и лучше, чем оригинал. Ламберта одобряли, он начал пользоваться популярностью у региона Китая, китайское СМИ наградило его значительным вниманием в связи с премьерой его сольного концерта на материке, состоявшемся 3 марта.
Его первый сольный концерт в Гонконге 5 марта отличился дебютом двух песен, «Time for Miracles» с первого альбома и кавер-версией «Shout» Tears for Fears, последняя была названа «ошеломляющей» и вокально впечатляющей. Его прибытие в Сингапур 8 марта предшествовало недельному спору вокруг сетования того, что он выдвигал «гомосексуальный образ жизни», и благодаря Media Development Authority шоу стало «От 16-ти и старше». Ламберт рассмотрел этот вопрос прямо во время его концерта, заявив: «Единственный образ жизни, который я пропагандирую, это любовь, дружба, музыка, веселье и мода. Так что тот, кто хочет быть частью этого образа жизни, ладно, мы принимаем каждого.» О концерте отозвались хорошо, вокал охарактеризовали, как «захватывающий дух», а само шоу было названо «волшебным представлением огней звука и цвета.»
Хотя в Белоруссии 15 марта Ламберт снова стал предметом для споров ввиду его последующих концертов в России. Были призваны анти-гомосексуальных законы и риторика, для того, чтобы повысить правовой возраст до 18 лет на шоу в Санкт-Петербурге.. Тем не менее, все концерты в пределах России и Украины осуществились в соответствии с графиком. Ламберт завершил тур шоу 22 марта в полностью распроданной арене в Хельсинки.
Ламберт выиграл в категории «Любимый Международный артист» на STAR TV 17-й Китайской музыкальной премии, состоявшейся в Макао в апреле, исполнив две песни из Trespassing. Через несколько дней Ламберт вернулся в Шанхай, записывая сегмент для 80’s TalkShow Dragon TV, который включал исполнение «Pop That Lock» из Trespassing а также запись «Mad World» и прочее для церемонии открытия Китайского Idol в мае 2013.
25 мая выступил в Вене на Life Ball, где исполнил новую песню, написанную специально для этой благотворительной акции — Love Wins Over Glamour
Релиз нового альбома Адама Ламберта намечен на 12 июня, а первым синглом стала песня Ghost Town. 1 мая состоялся релиз клипа на песню Ghost Town. Релиз альбома The Original High состоялся 12 июня в Австралии, а 16 июня состоялся релиз в США.

## Артистизм

### Голос
Критики, знаменитости и коллеги откровенно хвалят Ламберта за вокальные способности. Кэти Бритчес-Урбан сказала: «Он вложил всю свою жизнь в музыку и исполнение. Он только вышел на сцену, а уже всех поразил…» В интервью Associated Press 2009 года, кастинг-директор Wicked Бернард Тэсли вспоминает прослушивание Ламберта и его «удивительный» голос: "Я буквально помню, как говорил: «Боже мой, у этого парня самый высокий диапазон». Продюсер Роб Кавалло однажды описал Ламберта как человека, имеющего неограниченный диапазон, а также того, кто в состоянии спеть каждую ноту — от самых низких, до самых высоких. Дэвид Страуд, преподаватель вокала в Лос-Анджелесе, тренировавший Адама во время Glam Nation Tour, в котором Ламберт исполнил 113 концертов без отдыха, однажды сказал, что Адам «способен делать экстремальные вещи со своим голосом, что, вероятно, никогда не смогут сделать большинство артистов.» В марте 2012 года, рокер Мит Лоуф оценил голос Ламберта, сравнив только с двумя людьми — Уитни Хьюстон и Аретой Франклин, объясняя это «качественным реактивным ранцом их голосов, который просто позволяет ему взлететь».
В 2011 году, когда Адам вышел на сцену MTV Europe Music Awards наряду с Queen, это было подходящее состязание для Ламберта, стиль и вокал которого часто сравнивались с Фредди Меркьюри. Брайан Мэй, легендарный гитарист Queen, отметил, что голос Ламберта имеет «чувственность, глубину, зрелость, удивительный диапазон и мощность, от которых падает челюсть». Фаррелл Уильямс, после сотрудничества с Ламбертом над альбомом Trespassing, комментирует: «У этого парня удивительный, как сирена, голос — нет таких же парней, поющих с диапазоном Стива Уинвуда-Питера Сетера».
Ламберт считается легко гибким певцом, его опытная техника позволяет его голосу казаться безграничным. Его верхние диапазоны особенно сильные и выдающиеся, но он показывает превосходный контроль, динамику и поддержку на протяжении всего его вокального диапазона. Достаточно хорошо объединены регистры головы и грудной клетки, так что нет никаких звуковых разрывов в Passaggio, а контроль дыхания позволяет ему поддерживать ноты и фразы без колебаний.. На данный момент Ламберт показал свой голос в диапазоне от ми большой октавы до си второй. Это указывает на диапазон голоса Адама Ламберта выше 4 октав. Вокальное мастерство Ламберта обсуждалось, анализировалось и также использовалось в учебных целях.
В октябре 2012 года британская газета Sunday Mirror сообщила, что Ламберт застраховал свой голос на 48 миллионов долларов. Один из источников сообщил газете: «Страхование для звезд это большое дело в США, а голос Адама — его сокровище».

### Стиль и имидж

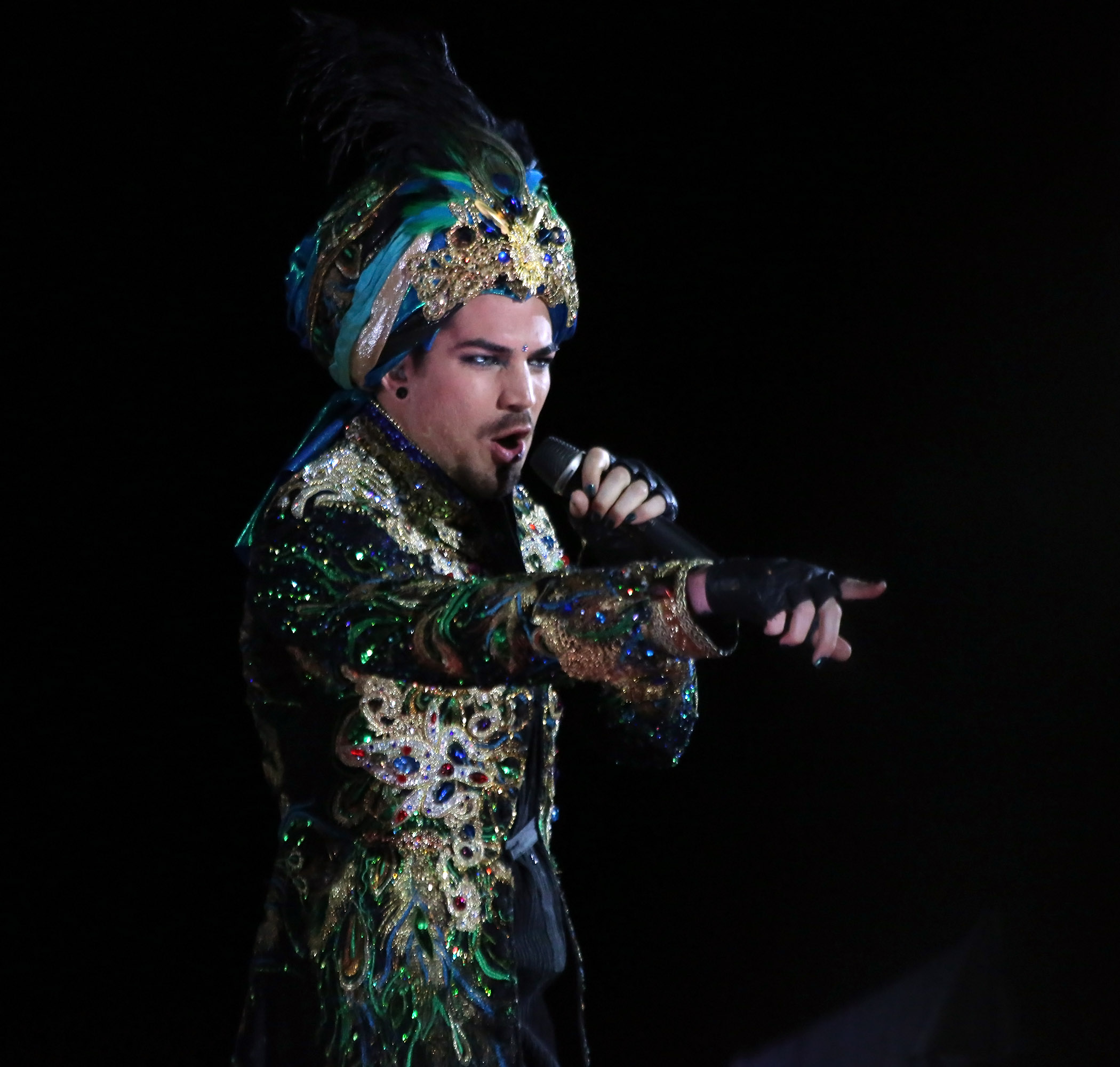
Адам на Life Ball 2013 в Вене

Ламберт известен прежде всего своим театральным стилем исполнения и тщательным вниманием к деталям во всех аспектах своей личностной презентации. «Я люблю моду. Вещи меня вдохновляют, я визуал. Мне нравится высокая мода. Но я не воспринимаю её слишком серьёзно, в том смысле, что иногда я могу быть нелепым. Временами я выгляжу безумно, но это часть моего самовыражения»
Он был выбран в качестве приглашенного судьи в одном из эпизодов Проекта Подиум. Со временем Ламберт всё больше начинает украшать обложки журналов, двигаясь конкретно в пространство моды и культуры, как в США, так и за рубежом. В теме номера для его чрезвычайно стилизованной фотосессии для журнала Fault 2012 года он заявил: «Теперь я ощущаю, что охватываю современную мужскую одежду. Я принимаю во внимание коллекции и пытаюсь включить их в мой гардероб, когда это возможно.» Когда в декабре 2012 года Ламберт появился на обложке лондонского журнала о высокой моде Fiasco, он снова воспользовался возможностью поманипулировать и спровоцировать своими изображениями и стилем. Ламберт играл с мужскими стереотипами; и в интервью, подчеркнул: «Широкая аудитория смотрит на то, какой я создаю себе стиль, и начинается: „Э-э, это так по-гейски“, но если вы спросите горстку геев, они ответят что-то вроде: „Я никогда это не надену!“».
Как признался сам певец, он начал осознавать своё предполагаемое сходство с Элвисом Пресли только после American Idol. «Мне никто никогда этого не говорил, но потом я вдруг стал слышать это от людей. Это большой комплимент»

### Влияние
Ламберта вдохновило то, что его отец предоставил ему доступ к большой коллекции музыкальных записей музыки 70-х годов. Он быстро пристрастился к року и к таким исполнителям, как Мадонна, Дэвид Боуи, Майкл Джексон, Queen, Aerosmith и Led Zeppelin. В особенности Ламберт охарактеризовал Майкла Джексона и Мадонну своими «Королём и Королевой», потому что они творчески объединили их музыку с косметикой, модой и кинематографическим видео. Он отметил, что многие из его самых сильных влияний были от британских исполнителей, таких как Фредди Меркьюри, Дэвид Боуи и Роберт Плант.
На вопрос, кто был его любимым исполнителем эпохи глэм-рока, Ламберт назвал Дэвида Боуи: «Он возвёл историю костюмов и концепций для своего персонажа Зигги Стардаста на следующий уровень. Его музыка удивительна, а его лирика действительно интеллектуальна» В интервью NRP Ламберт поделился, что часами слушал Queen, пытаясь выяснить, как Фредди Меркьюри сделал то, что он, в конце концов, вытворял со своим голосом: «Его голос имеет такую сильную текстуру, он как бы захватывает всё и сжимает». Он заявил, что Меркьюри был «полностью и чрезмерно в лучшем виде», а также и открытый гей исполнитель, «он в долгу перед яркостью и цветистостью Меркьюри десятилетия назад»
В марте 2013 года Ламберт написал статью для журнала Out в виде дани Дэвиду Боуи, который как раз собирался выпустить новый альбом. В ней Адам объяснил, как именно Боуи помог информировать выражение его собственной сексуальности и гендерных вопросов в его работе: «Лампочка погасла — я не сопротивлялся, я не хотел наряжаться, как женщина, но я хотел выразить свой пол и свою артистичность иначе, чем мейнстрим. Боуи был ключевым вдохновением. Речь шла о смешивании андрогинности, и это было то, что было настолько невероятным в его концепциях — он был одним из первых рок-звезд, которые действительно продвигали идею того, что сексуальность была не черно-белой, а исследуемой.»
Собственная музыка Ламберта испытала влияние многочисленных жанров, включая классический рок, поп-музыку, и электронную музыку. Его театральный стиль исполнения в значительной степени основывается на его сценическом опыте. Как тип артиста Ламберт видит себя, как являющийся «тем, кто создаёт с нуля, не только удивительную песню, но и бит, и историю, и вид, и тему». Для своего второго альбома, он использовал вдохновение из классического диско, электроники 1990-х годов, фанка и дабстеп музыки.

## Благотворительность
С момента своего появления на American Idol, Ламберт оказал значительную поддержку и время на благотворительные цели.
В январе 2009 года Ламберт попросил поклонников пожертвовать DonorsChoose.org, онлайн-благотворительности, в котором люди вносят непосредственный вклад в общественные школьные проекты. Поддержка была сосредоточена на музыкальных и искусственных программах, а 2435 фанатов пожертвовали $322,700. В июне 2010 года Ламберт совместно с повторной благотворительностью с его «Glam A Classroom» кампании повысил пожертвования ещё на $208,590, при поддержке 3020 фанатов.
Ламберт сделал вклад в благотворительность MusiCares, когда он и The Pennyroyal Studio сотрудничали над дизайном для кулона Глаз Гора, продажи которого составили $32,000 в 7 дней.
В январе 2011 года он начал кампанию по сбору $29,000 на благотворительность: вода в честь его 29-го дня рождения. Средства, привлеченные благотворительностью: вода пошли на обеспечение чистой и безопасной питьевой водой людей в развивающихся странах. Поклонники превзошли цель менее чем за пять часов, а пожертвование достигло $60,000 в ближайшие 24 часов. В день рождения Ламберта поступило более чем $115,000, что побило рекорд большинства пожертвований в течение одного дня. К концу кампании поклонники собрали $323,803, это помогло 16190 людям получить чистую воду.
Ламберт вернулся на сцену American Idol 10 марта 2011 года, исполнив акустическую версию трека «Aftermath». После выступления стала доступна для покупки танцевальная ремикс-версия песни, доходы пошли на «Проект Тревор».
Ламберт был одним из нескольких артистов, которые выступили на концерте при Королевском Альберт-холле 7 июня 2012 в пользу Rays Of Sunshine Children’s Charity, которая исполняет желания тяжелобольных детей.
30-го июня 2012 года Элтон Джон и Queen + Адам Ламберт дали двухчасовой бесплатный концерт в Киеве, посвящённый борьбе со СПИДом.
В 2019 году Адам Ламберт основал свой собственный благотворительный фонд «Feel Something Fondation», названный в честь своей песни «Feel Something», который будет активно сотрудничать с различными благотворительными организациями, проекты которых сфокусированы непосредственно на поддержке ЛГБТК + в сферах образования, искусства и творчества, а также на помощи бездомным, на предотвращении суицида и психическом здоровье среди ЛГБТК +.

### ЛГБТК

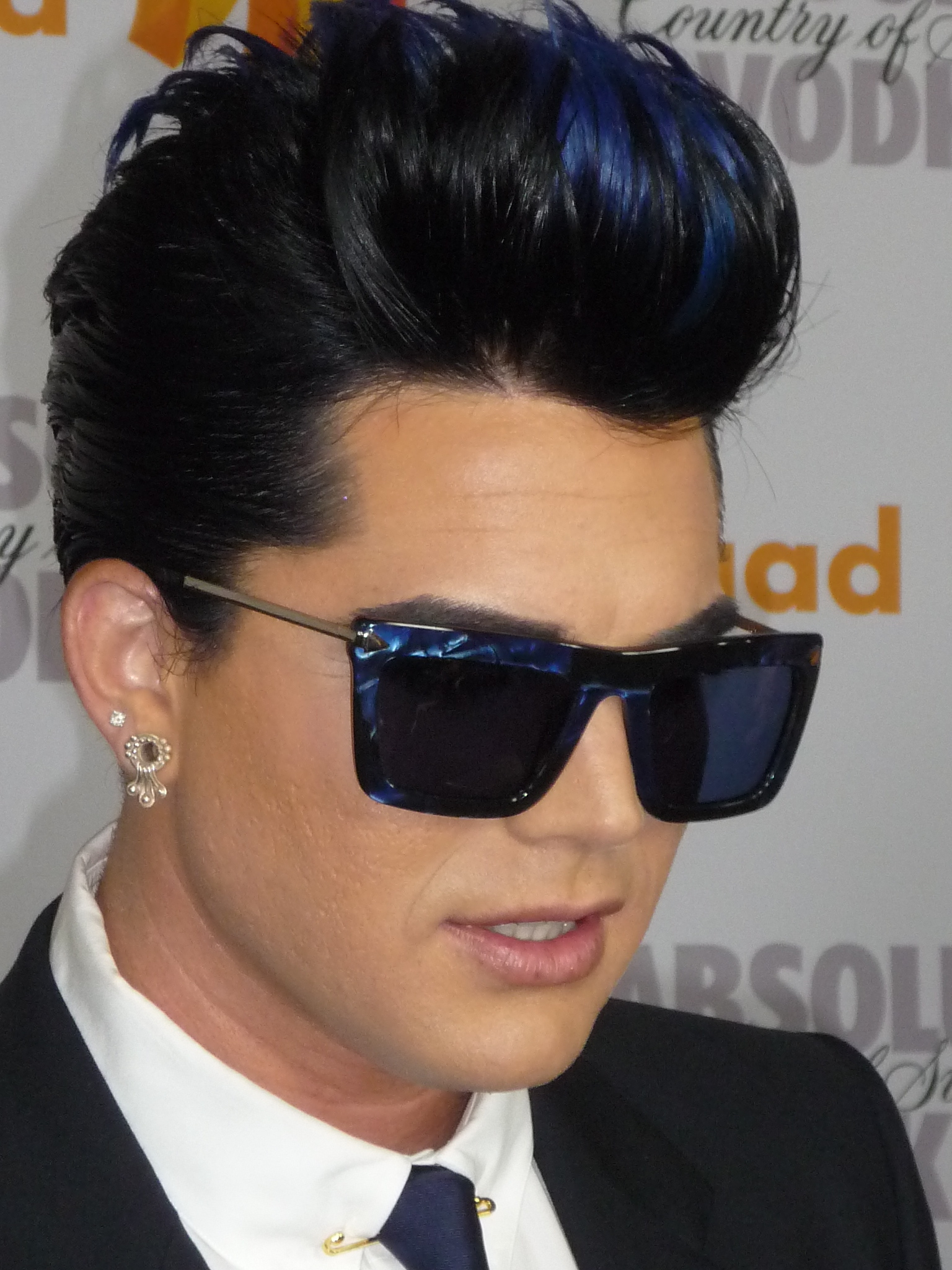
Ламберт на вручении премии GLAAD Media Awards в 2010 году

Ламберт, сам открытый гей, вносит собственный вклад в продвижение равенства и общественного признания ЛГБТ-сообщества. Он представил «Equality Idol Award» Сэма Спарро на Equality California Los Angeles в августе 2011, будучи примером для подражания для ЛГБТ-сообщества.
8 декабря 2012 года Ламберт выступил на благотворительном концерте Синди Лопер, который собрал средства в поддержку «True Colors Fund» и организации «Forty to None Project», которые ориентированы на эпидемию бездомности среди молодежи ЛГБТ.
25 сентября 2012 года Ламберт начал сбор средств в Вашингтоне в клубе 9:30 Club от имени Marylanders за равенство брака в поддержку однополых браков, что Ламбертом рассматривалось, как проблема прав человека.
В интервью, связанных с его сентябрьским бенефисом в поддержку однополых браков в штате Мэриленд, он приблизился к принятию более активной роли в ЛГБТ-сообществе, где ранее он выразил нежелание быть приведённым в качестве ролевой модели, политическим или иным образом. Заявив, что он собирается бороться за равенство брака, Ламберт также высказал своё мнение по целому ряду вопросов, включая его веру в то, что страх мотивирует оппозиции однополых браков; и что единственный выбор тех, кто участвует сексуальных предпочтениях, заключается в том, быть или не быть откровенным в этом вопросе. Он также предположил, что неравное обращение в соответствии с законом является соучастником «стыда, вины и секретности», которое крепится к ЛГБТ-сообществу, бремя, которое следует снять со следующего поколения молодёжи.
Ламберт был ключевым исполнителем на гей-параде и фестивале в Майами-Бич 14 апреля, а также ему был дан ключ от города.

## Личная жизнь
Ламберт ― открытый гей. Он состоял в отношениях с финским репортером развлекательных программ и телеведущим реалити-шоу Саули Коскинен с ноября 2010 года по апрель 2013 года. Ламберт объявил, что они расстались полюбовно. С марта по ноябрь 2019 года Ламберт состоял в отношениях с моделью Хави Коста Поло.

## Дискография
- For Your Entertainment (2009)
- Trespassing (2012)
- The Original High (2015)
- Velvet  (2020)
- High Drama (2023)
- AFTERS (2024)

## Adam Lambert & Glee Cast
- I Believe In a Thing Called Love
- Barracuda
- Gloria
- The Fox
- Into the Groove
- Hold On
- The Happening
- Rockstar
- Don’t Sleep in the Subway
- Marry the Night
- Roar

## Награды и номинации
| Год  | Награда                | Номинированная работа          | Категория                                     | Результат |
| ---- | ---------------------- | ------------------------------ | --------------------------------------------- | --------- |
| 2009 | Молодой Голливуд       | Адам Ламберт                   | Артист года                                   | Победа    |
| 2009 | Выбор подростков       | Адам Ламберт                   | Звезда Реалити-Шоу                            | Победа    |
| 2009 | Выбор подростков       | American Idols LIVE! Tour 2009 | Летний тур (shared with American Idol Top 10) | Номинация |
| 2009 | Выбор подростков       | Адам Ламберт                   | Икона стиля — Мужская                         | Номинация |
| 2010 | Выбор народа           | Адам Ламберт                   |                                               | Номинация |
| 2010 | GLAAD Media Awards     | Адам Ламберт                   | Прорыв Года                                   | Номинация |
| 2010 | MuchMusic Video Awards | «Whataya Want from Me»         | Самое просматриваемое видео                   | Победа    |